# Moscow, Kansas
Moscow là một thành phố thuộc quận Stevens, tiểu bang Kansas, Hoa Kỳ. Năm 2010, dân số của xã này là 310 người.

## Dân số
Dân số các năm:
- Năm 2000: 247 người
- Năm 2010: 310 người